# دهه ۹۲۰ (میلادی)

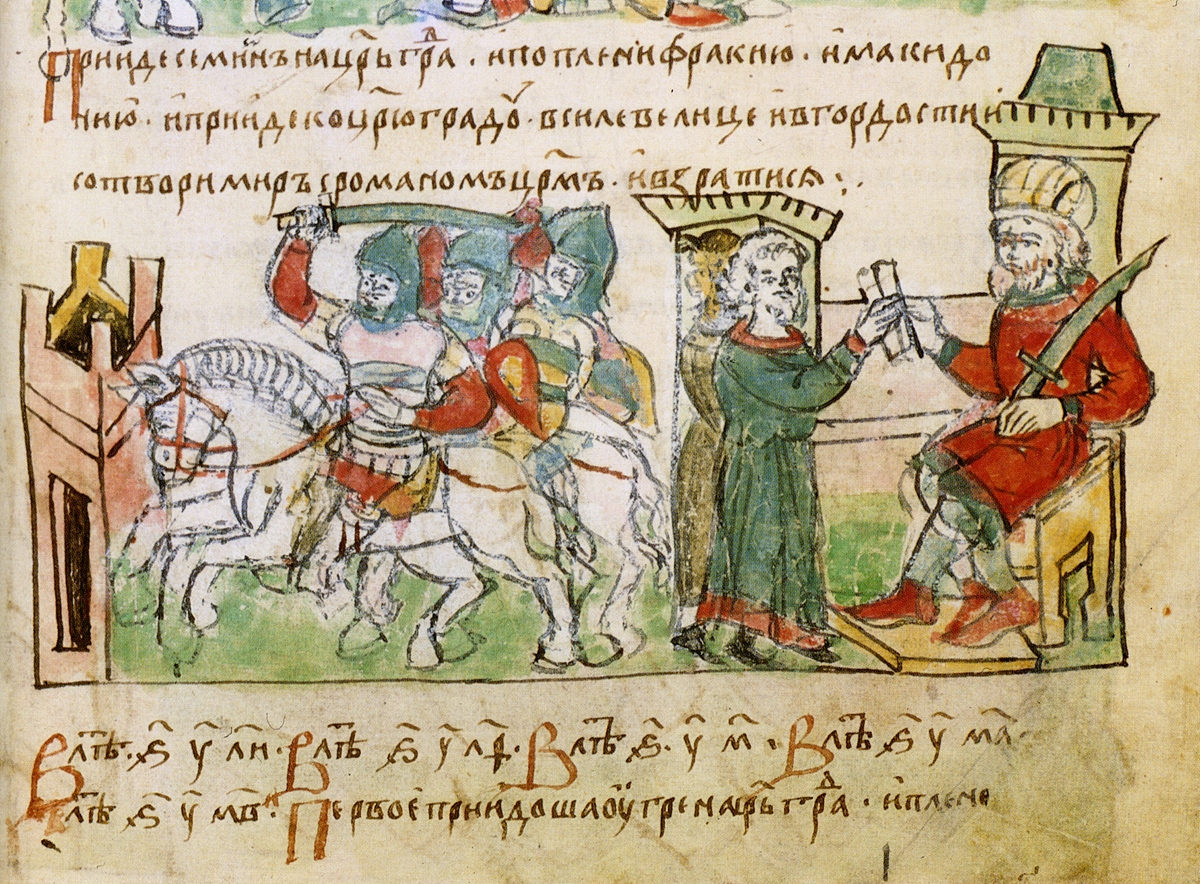
دهه ۱۹۲۰

دهه ۹۲۰ (میلادی) دهه نود و دوم تقویم میلادی است.

## درگذشتگان
‎